# SandForce
 SandForce はアメリカのファブレス半導体企業。本社はカリフォルニア州サラトガ。ベンチャーキャピタル投資家により2006年に設立された非上場企業である。投資元はStorm Ventures、Doll Capital Management（DCM）。主な製品は、SSDに搭載されるディスクコントローラー。半導体製造は主にTSMC社に委託している。2012年1月4日、LSIコーポレーションによる買収完了が発表された。2014年5月29日、親会社であるLSIコーポレーションがSandForceのSeagateへの売却に合意した。

## 沿革
- 2006年 - 設立。
- 2009年
  - 4月13日 - SSDコントローラー 「SF-1000」を発表。DuraClass technologyのDuraWriteという技術を採用することで、通常のSSDコントローラーに比較して約80倍もの耐久性を持つとされる[3]。
  - 10月0?日 - SSDコントローラー 「SF-1500」シリーズと「SF-1200」シリーズを公開。SF-1500シリーズは接続インターフェースとしてSATA 3.0Gbps/1.5Gbpsをサポートし、最大ディスク容量は512GBで、SLC/eMLC/MLCをサポートする。SF-1200シリーズは、サポートインターフェイスおよび最大ディスク容量はSF-1500シリーズと同様で、ランダム書き込み速度がSF-1500シリーズより低く、セキュリティ関連機能が削減されている。
  - 10月19日 - マイクロン・テクノロジが34nmプロセスで製造する新型SSDに同社製SSDコントローラーが採用されることを発表(しかしマイクロン・テクノロジは結局マーベル製SSDコントローラーを使用したSSDを製品化しSandForce製SSDコントローラー搭載製品の製品化をしていない[4])。量産は2010年になるとしており各SSDベンダーが発売を予定している[5]。
  - 11月10日 - OCZテクノロジーが発売を予定しているSSD製品に同社製コントローラーが搭載されることを発表[6]。
  - 12月17日 - ADATAが発売を予定しているSSD製品に同社製コントローラーが搭載されることを発表[7]。
  - 12月24日 - PhotoFastが発売を予定しているSSD製品に同社製コントローラーが搭載されることを発表[8]。

- 2010年8月7日 - 次世代SSDコントローラー「SF-2000」シリーズを発表。主要なメーカーの20nm～30nmプロセスのNANDフラッシュメモリに対応し、セキュリティ機能が強化され、SASインターフェースに対応したものも含まれる[9]。

- 2011年2月14日 - SandForce製SSDコントローラーの出荷数100万個を達成する[10]。

- 2012年1月4日 - LSIコーポレーションによる買収完了が発表された[1]。

- 2014年5月29日 - 親会社であるLSIコーポレーションがSandForceのSeagateへの売却に合意した[2]。

## 事業内容
- コンシューマ向け SSDコントローラー設計
- エンタープライズ向け SSDコントローラー設計

## 製品

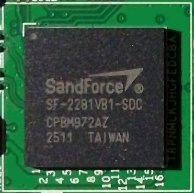
コンシューマ向けのSSDコントローラー「SF-2200シリーズ」

- SF-1000シリーズ - 大別してコンシューマ向けのSF-1200シリーズとエンタープライズ向けのSF-1500シリーズが存在し、それぞれに細部が異なる数種類のグレードが設けられている。[11]
- SF-2000シリーズ - コンシューマ向けのSF-2100及びSF-2200シリーズ、産業用コンピュータ向けのSF-2300シリーズ、エンタープライズ向けのSF-2500及びSF-2600シリーズが存在し、それぞれに細部が異なる数種類のグレードが設けられている。[11]